# سیارک ۱۰۱۰۳
سیارک ۱۰۱۰۳ (به انگلیسی: 10103 Jungfrun، نامگذاری:1992DB9) ده هزار و صد و سومین سیارک کشف شده‌است که در ۲۹ فوریه ۱۹۹۲ کشف شد.
قدر مطلق سیارک برابر ۱۴٫۲۰ است.